# Gunnedah
Gunnedah is een plaats in de Australische deelstaat New South Wales en telt 7542 inwoners (2006).
Gunnedah ligt op 475 km van Sydney en is met deze stad verbonden door middel van een spoorlijn. Het Station van Gunnedah werd in 1879 gebouwd. Gunnedah claimt de titel Koala hoofdstad van de wereld.

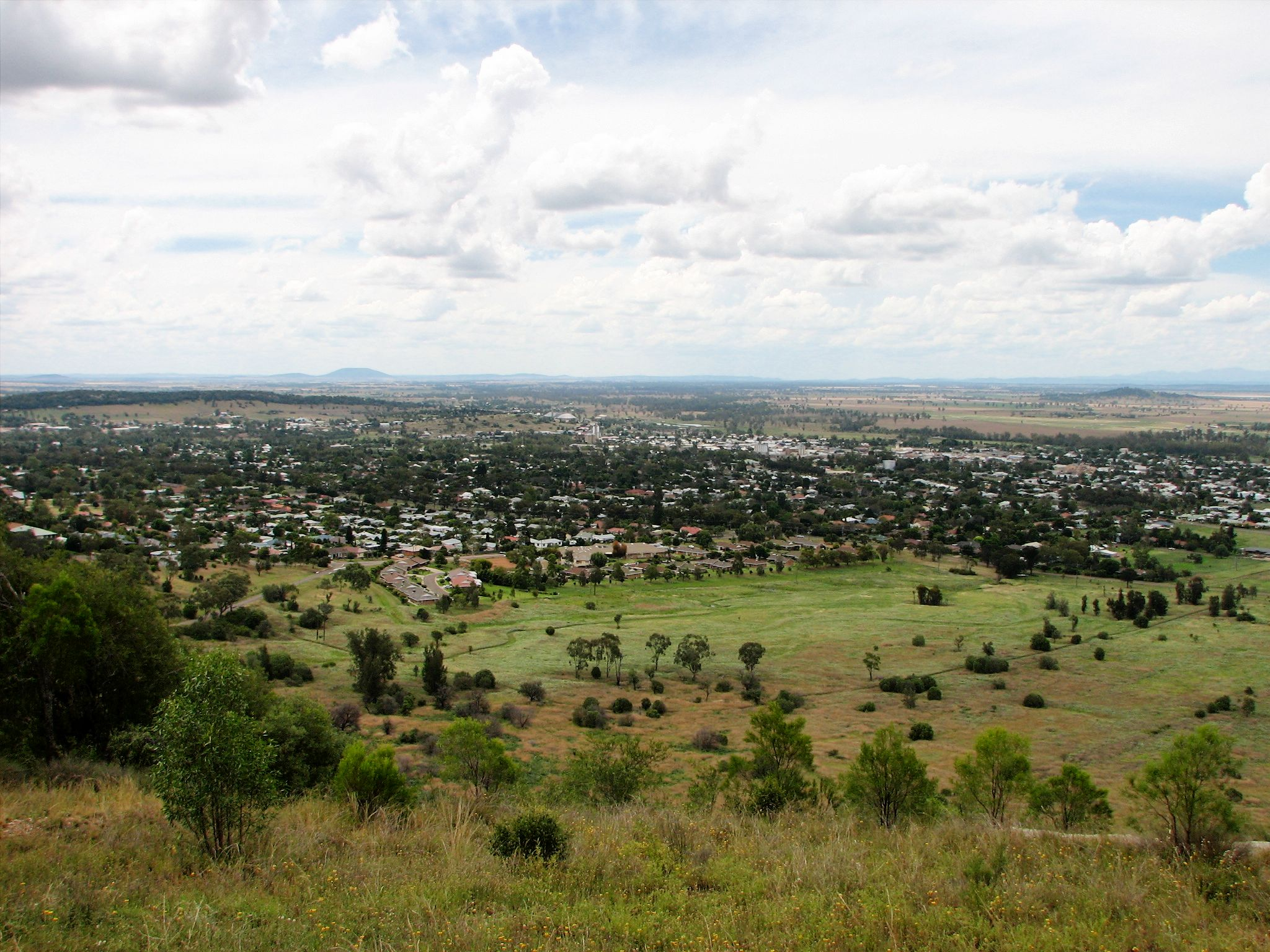
Gunnedah
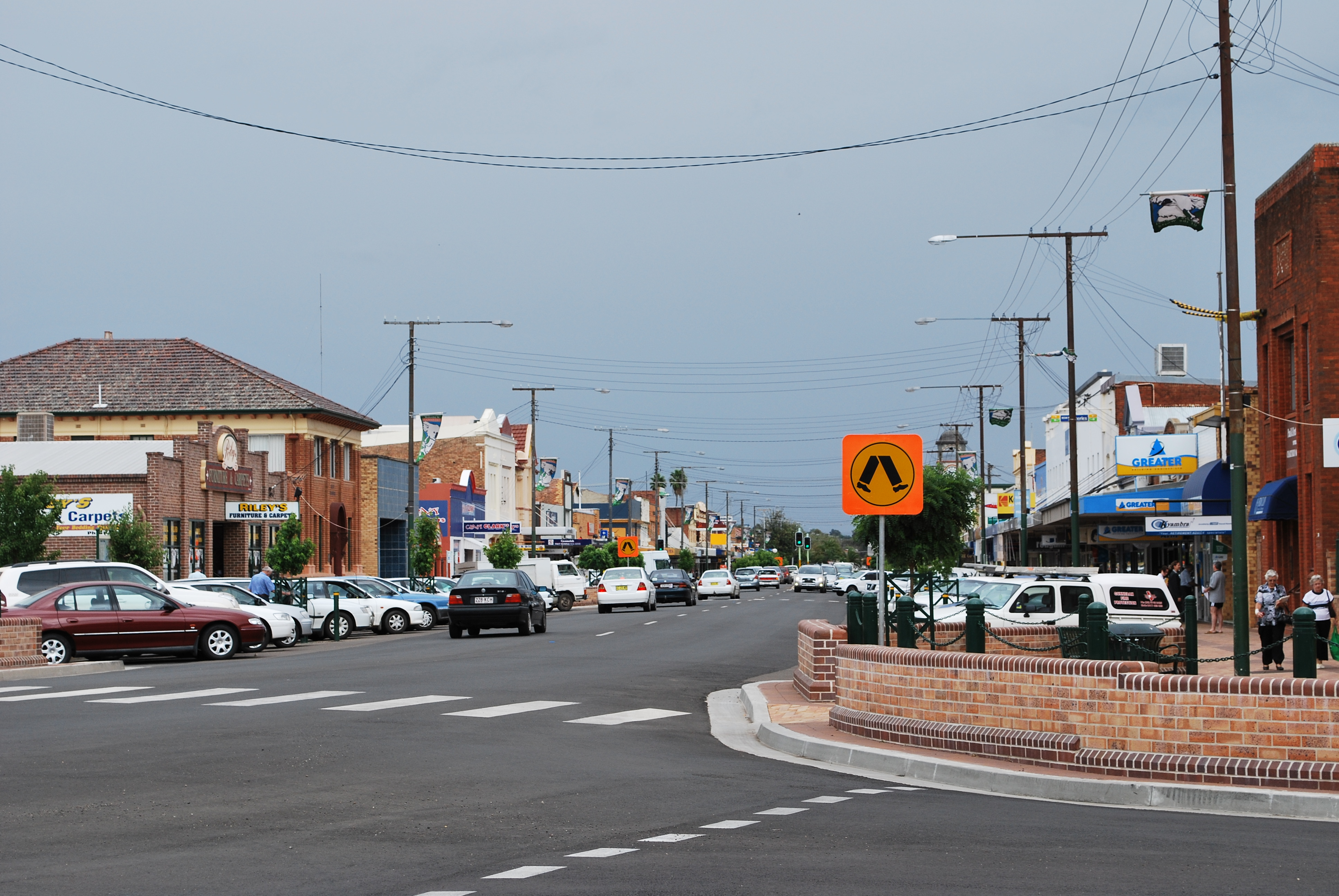
Hoofdstraat

## Geboren in Gunnedah
- Leonard Siffleet, (14 januari 1916 – 24 oktober 1943), sergeant en als oorlogsslachtoffer bekend vanwege de schokkende foto van zijn executie.
- Sara Carrigan (7 september 1980), wielrenster